# Зиммен
Зимме́н (фр. Zimming) — коммуна во французском департаменте Мозель региона Лотарингия. Относится к кантону Буле-Мозель.

## Географическое положение
Зиммен расположен в 30 км к востоку от Меца. Соседние коммуны: Обервис и Бистан-ан-Лоррен на севере, Бушпорн на северо-востоке, Лонжевиль-ле-Сент-Авольд на востоке, Бамбидерстроф на юге, От-Виньоль, Маранж-Зондранж и Аллерен на юго-западе, Нарберфонтен на северо-западе.

## История
- Следы древнеримского тракта.
- Коммуна бывшего герцогства Лотарингия.
- Принадлежала аббатству Сен-Мартен-де-Гландьер в Лонжевиль-ле-Сент-Авольд.

## Демография
По переписи 2008 года в коммуне проживало 634 человека.	

## Достопримечательности
- Соседнее с Зимменом деревня Беттенжан (Bettingen) была уничтожена во время Тридцатилетней войны 1618—1648 годов. Сохранилась лишь часовня Сен-Гангульф XIV века.
- Линия Мажино проходила в окрестностях коммуны, здесь расположен бункер Керфан, который принял бой в июне 1940 года.
- Церковь святой Троицы XVIII века.